# Шишкино (Ставропольский край)
Ши́шкино — село в составе Благодарненского городского округа Ставропольского края России.

## География
Расположено на реке Буйвола
На востоке: хутор Новоалександровский
Расстояние до краевого центра: 93 км.
Расстояние до районного центра: 21 км.

## История
Село Шишкинское (Шишкино) основано в 1800 году переселенцами из Харьковской и Воронежской губерний. Население занималось скотоводством и земледелием.
По другим данным, Шишкинское было образовано в 1807 году из хутора села Медведского в верховьях реки Буйволы. Кроме того, в документах за 1812 год упоминаются Шишкинские хутора при селе Медведском. Входило в состав Александровского, Пятигорского, Новогригорьевского и Благодарненского уездов.
В 1902 году в селе проживало 1349 человек; количество надельной земли составляло 5900 десятин (из них под посевами — 1399 десятин); количество голов крупного рогатого скота — 884, овец — 1260:15.
В августе и сентябре 1942 года, в период оккупации села, около села Шишкино нацистами были убиты эвакуированные евреи и пленные красноармейцы.
8 августа 1948 года районная газета «Трибуна ударника» опубликовала сообщение: «…Исполком Благодарненского районного совета депутатов трудящихся вынес решение об утверждении постановлений общих собраний колхозников с просьбой переименовать сельхозартели: „Революция мира“ в колхоз имени Калинина».
До 29 октября 1991 года село входило в Александрийский сельсовет. 29 октября 1991 года Президиум Ставропольского краевого Совета народных депутатов решил «Образовать в Благодарненском районе Шишкинский сельсовет с центром в селе Шишкино, выделенное из состава Александрийского сельсовета этого же района».
До 2017 года село образовывало упразднённое сельское поселение село Шишкино.

## Население
| 1897  | 1902  | 1903  | 1908  | 1989  | 2002  | 2010  |
| ----- | ----- | ----- | ----- | ----- | ----- | ----- |
| 1220  | ↗1349 | ↗1367 | ↗1573 | ↘1101 | ↗1516 | ↗1520 |
| 2011  | 2012  | 2013  | 2014  | 2015  | 2016  | 2017  |
| ↘1517 | ↘1506 | ↘1493 | ↘1454 | ↘1443 | ↗1450 | ↘1447 |
| 2021  | 2023  |       |       |       |       |       |
| ↘1178 | ↗1183 |       |       |       |       |       |

Национальный состав
По итогам переписи населения 2010 года в селе проживали следующие национальности (национальности менее 1 %, см. в сноске к строке „Другие“):
| Национальность | Численность | Процент |
| -------------- | ----------- | ------- |
| Русские        | 1247        | 82,04   |
| Армяне         | 69          | 4,54    |
| Ассирийцы      | 49          | 3,22    |
| Табасараны     | 35          | 2,30    |
| Цыгане         | 27          | 1,78    |
| Азербайджанцы  | 20          | 1,32    |
| Другие         | 73          | 4,80    |
| Итого          | 1520        | 100,00  |

## Инфраструктура
- Дом культуры.
- Фельдшерско-акушерский пункт[28].
- К северу от села расположено открытое кладбище площадью 40000 м²[29]

## Образование
- Детский сад № 21.
- Средняя общеобразовательная школа № 16. Открыта 1 сентября 1965 года[30]

## Экономика
В селе Шишкино расположены 6 организаций, предприятий, учреждений. Торговое обслуживание села осуществляет 6 торговых точек. Сельское хозяйство в основном виноградарство-виноделие.
- Шишкинская МТС. Упоминается в 1944-1958 годах[31].

## Люди, связанные с селом
- Дьяков Пётр Михайлович (1916, село Шишкино — 1945) — участник Великой Отечественной войны, Герой Советского Союза

## Памятники
- Памятник Петру Михайловичу Дьякову и односельчанам, участвовавшим в Великой Отечественной войне. Открыт в 2023 году.

- Братская могила 5 красных партизан, погибших в годы гражданской войны. 1918—1920, 1923 года[32].
- Памятник-самолёт Су-15ТМ[33][34].
- 29 ноября 2016 года, в рамках проекта «Вернуть достоинство» Российского еврейского конгресса и Центра «Холокост», около Шишкино были открыты два памятника жертвам Холокоста[6].